# Packeis am Pol

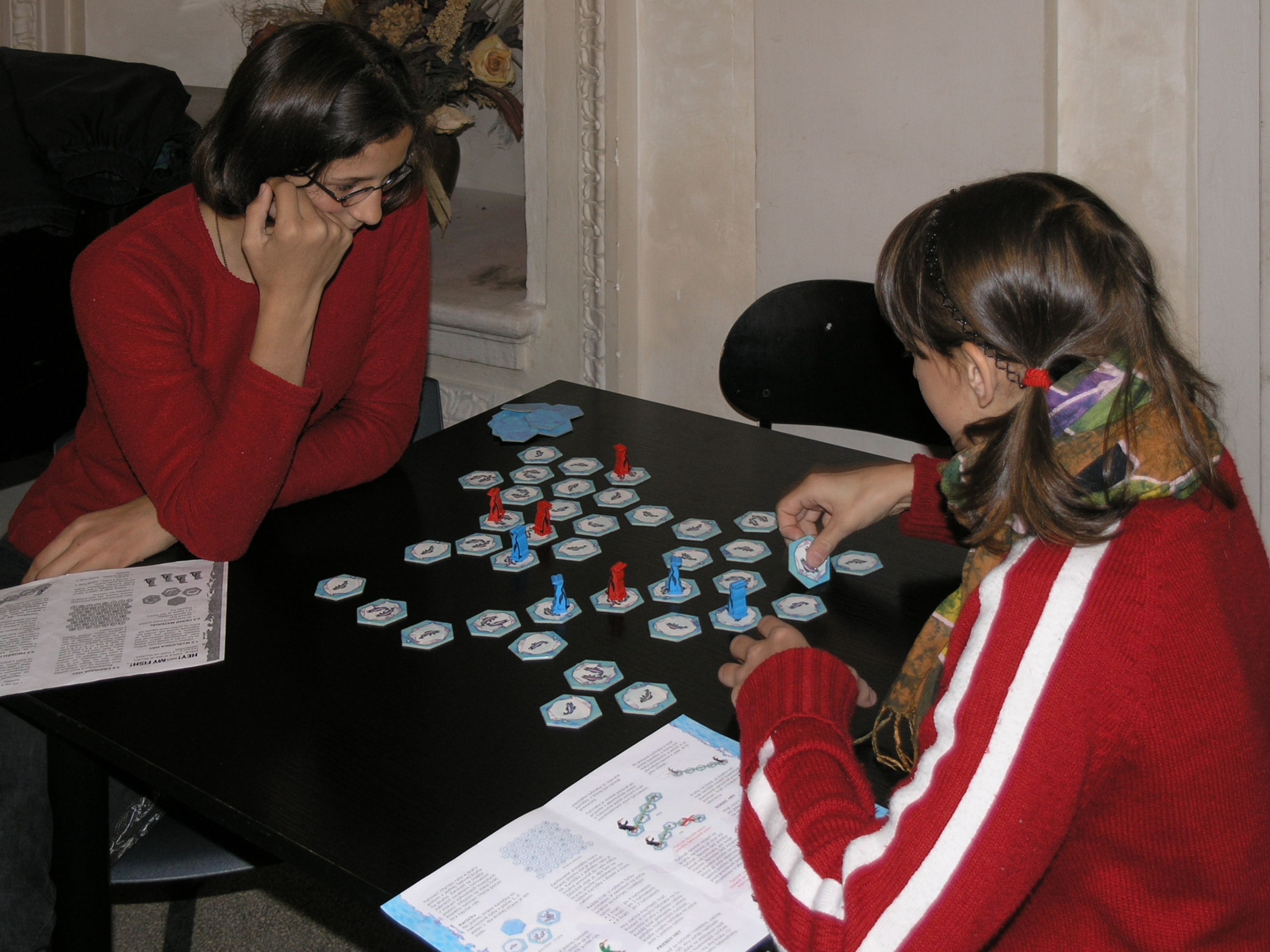
Packeis am Pol

Packeis am Pol ist ein Autorenspiel von Alvydas Jakeliunas und Günter Cornett. Es erschien zunächst 2003 beim Bambus Verlag als Pingvinas. 2005 erschien das Spiel beim niederländischen Spieleverlag Phalanx Games in verschiedenen Sprachen (deutsch: Packeis am Pol, später Hey, Danke für den Fisch!,  niederländisch: Pinguïn, englisch: HEY! That’s My Fish! bei Mayfair Games). Später wurde es noch in vielen anderen Sprachen vertrieben (z. B. spanisch: Pingüinos & Cia bei Devir, finnisch/schwedisch: Pingwin bei Lautapelit.fi, französisch: Pingouin).
2008 erschien eine neue Version mit modellierten Plastikfiguren als Pinguine! Deluxe!.
Trotz des kindgerechten Themas und der Aufmachung ist Packeis am Pol ein ernstzunehmendes Strategiespiel auch für Erwachsene. Nach dem zufälligen Aufbau der Ausgangsstellung ist es ein zufallsfreies Spiel mit perfekter Information. Es ist ein strategisches Raumgewinnspiel, bei dem der Blockadegedanke und das Sichern von Gebieten eine wesentliche Rolle spielen; hierin ähnelt es dem Spiel der Amazonen.

## Spielregeln
Es gibt 60 sechseckige Eisschollen, davon 10, auf denen drei Fische abgebildet sind, 20 mit je zwei Fischen und 30 mit einem Fisch. Zu Beginn werden die Schollen in zufälliger Anordnung in einem Sechseckraster aufgebaut, in acht Reihen mit abwechselnd sieben und acht Schollen. Dann setzen die Spieler reihum jeweils einen ihrer Pinguine auf eine noch unbesetzte 1-Fisch-Scholle. Die Zahl der Pinguine je Spieler beträgt vier bei zwei Spielern, drei bei drei Spielern und zwei bei vier Spielern.
Wenn alle Pinguine eingesetzt sind, zieht reihum jeder Spieler einen seiner Pinguine beliebig weit in gerader Linie und erhält dafür die Scholle, auf der der Pinguin vor dem Zug stand. Dabei dürfen Felder mit anderen Pinguinen und Lücken durch zuvor entnommene Schollen nicht übersprungen oder betreten werden. Es gibt sechs mögliche Zugrichtungen, orthogonal über eine der Kanten einer Scholle. Wer nicht ziehen kann, setzt aus, anderenfalls besteht Zugpflicht.
Das Spiel endet, wenn keiner mehr ziehen kann. Der Spieler mit den meisten Fischen auf den eingesammelten Schollen, einschließlich derer, auf denen seine Pinguine zuletzt stehen, gewinnt. Haben mehrere gleich viele Fische, gewinnt der Spieler mit mehr Schollen, und gibt es auch darin Gleichstand, teilen sie sich den Sieg.